# Vladimir Tatarchouk
Vladimir Iossifovitch Tatarchouk (en russe : Влади́мир Ио́сифович Татарчу́к) est un footballeur russe né le 25 avril 1966 à Matrosovo. Il était milieu de terrain.

## Palmarès
Union soviétique
- Médaillé d'or aux Jeux olympiques d'été de 1988.

 CSKA Moscou
- Champion d'Union soviétique en 1991.
- Vainqueur de la Coupe d'Union soviétique en 1991.